# HMS Prince Royal
Pour les autres navires du même nom, voir HMS Prince.
Le HMS Prince Royal est un navire de ligne de 55 canons en service dans la Royal Navy, construit par Phineas Pett (en) au Woolwich Dockyard et lancé en 1610.
Il est le premier navire de ligne équipé de trois ponts entièrement équipés de canons, bien que dans sa configuration initiale, le pont supérieur soit désarmé.
Il est transformé entre 1639 et 1641 par Peter Pett (en) en un navire de 1er rang de 70 canons. Le HMS Prince Royal est renommé Resolution pendant le Commonwealth d'Angleterre et prend part à de nombreux engagements de la première guerre anglo-néerlandaise. En 1660, il est adapté pour porter 80 canons, et à la restauration anglaise il est renommé Royal Prince. En 1663, il est de nouveau refondu à Woolwich par Sir Phineas Pett II en un 1er rang de 92 canons.

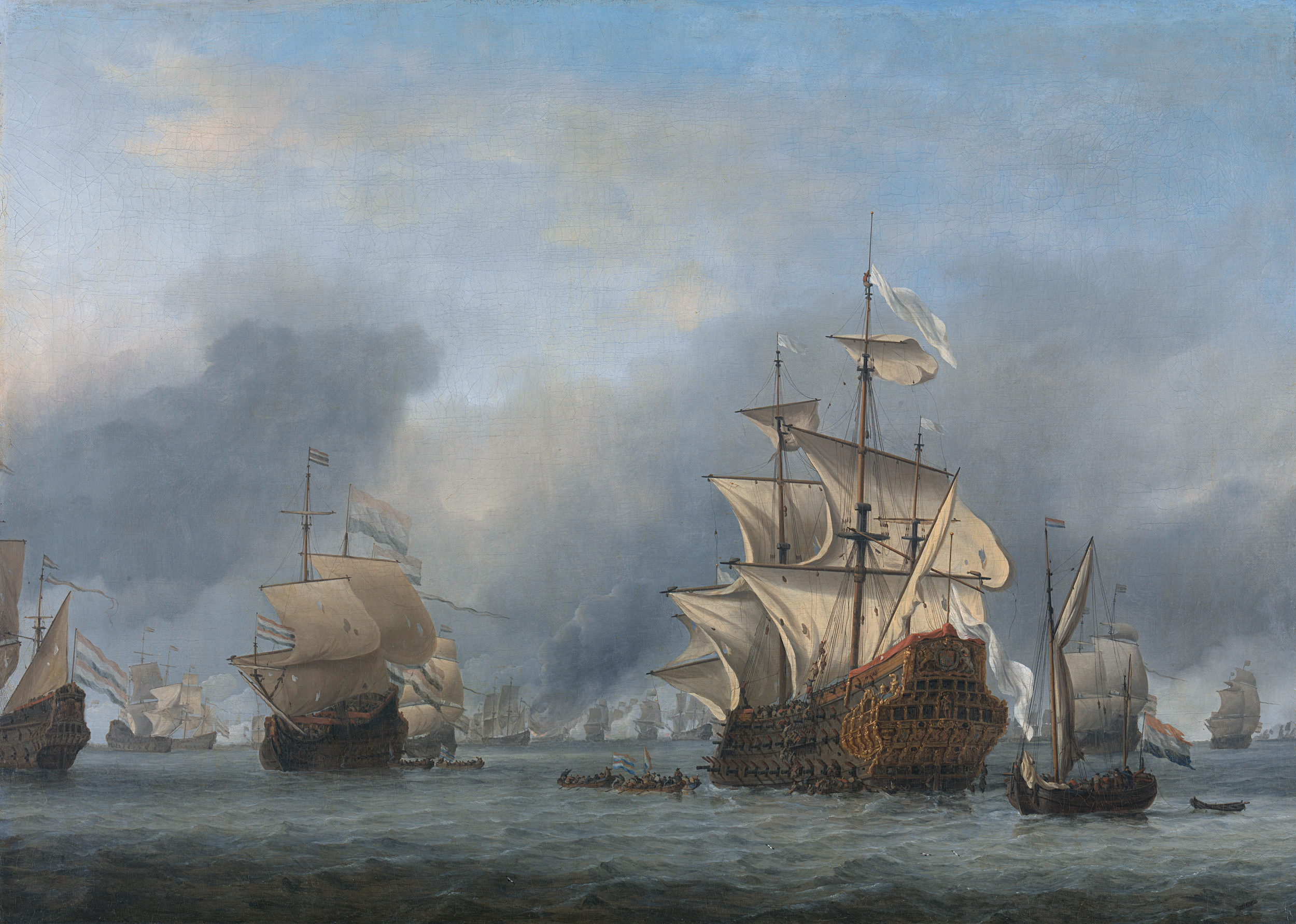
La capture du Prince Royal lors de la bataille des Quatre Jours, le 3 juin 1666. Peinture de Willem Van de Velde le Jeune.

En 1665, pendant la deuxième guerre anglo-néerlandaise, le Prince Royal sert de navire-amiral à Édouard Montagu à la bataille de Lowestoft. En 1666, il est le navire amiral de George Ayscue à la bataille des Quatre Jours. Au troisième jour de la bataille, le navire s'échoue sur un banc de sable, le Galloper Sand. Les navires hollandais encerclent alors le HMS Prince Royal et contraignent Ayscue à se rendre au luitenant-admiraal Cornelis Tromp qui se trouve à bord du Gouda. Les hollandais cherchent alors à le désensabler, mais constatent que son gouvernail est irréversiblement endommagé. Face à la contre-attaque anglaise, le lieutenant-amiral Michiel de Ruyter ordonne d'incendier le Prince Royal pour éviter qu'il soit repris.